# Smash It Up
"Smash It Up" é um single da banda inglesa The Damned, lançado em 28 de setembro de 1979 e relançado em fevereiro de 1982 e em novembro de 2004.

## Faixas

### 1979 (Vinil)
1. "Smash It Up" (Scabies, Sensible, Vanian, Ward) – 2:52
2. "Burglar" (Scabies, Sensible, Vanian, Ward) – 3:33

### 2004 (CD)
1. "Smash It Up" (Scabies, Sensible, Vanian, Ward) – 2:52
2. "Burglar" (Scabies, Sensible, Vanian, Ward) – 3:33
3. "Smash It Up Parts 1-4" (Scabies, Sensible, Vanian, Ward) – 8:43

## Singlede The Offspring
"Smash It Up" também é um single da banda estadunidense The Offspring, lançado em 1995 pela gravadora independente Epitaph Records. A banda fez um cover da canção que fez parte da trilha sonora de Batman Forever.